# David Biraud
Pour les articles homonymes, voir Biraud.
David Biraud, né le 7 août 1972 à La Roche-sur-Yon, est un sommelier français. Il devient en 2002 meilleur sommelier de France et obtient le titre de meilleur ouvrier de France en sommellerie en 2004. Il exerce ses talents au Mandarin Oriental de Paris depuis 2011.

## Biographie
Originaire de La Roche-sur-Yon en Vendée et fils d’un contrôleur des impôts et d’une mère comptable, David Biraud commence en 1989 sa formation en cuisine avec un CAP et un BEP au lycée professionnel Édouard Branly de sa ville natale. Il poursuit ses études avec un BTH cuisine (1991) et un BTS restauration (1993) avant de se passionner pour l’œnologie et de vouloir compléter en 1994 son cursus par une mention complémentaire en sommellerie, obtenue comme ses deux précédents diplômes au lycée technologique d’hôtellerie et de tourisme de Talence/Bordeaux.
David Biraud fait ses premiers pas en tant que commis sommelier à L'Arpège (en) chez Alain Passard puis en 1995, il devient sommelier au restaurant Les Ambassadeurs de l'Hôtel de Crillon à Paris où il pourra collaborer avec les chefs Christian Constant, Dominique Bouchet, Jean-François Piège et Christopher Hache. En 2000, à l'âge de 28 ans il est promu chef-sommelier de l'Hôtel de Crillon. En mars 2011, à son ouverture, il rejoint le Mandarin Oriental de Paris comme chef-sommelier et directeur de restauration dans le restaurant Sur Mesure,  au Guide Michelin, où œuvre le chef Thierry Marx.
David a développé le goût pour la compétition dès le début de sa carrière. Il va remporter consécutivement une série de prix nationaux, comme le Trophée Ruinart 1998 du meilleur jeune sommelier de France et les concours de Meilleur Sommelier de France en 2002 et de Meilleur Ouvrier de France en 2004. En 2010 et en 2013, il se classe second au concours du Meilleur Sommelier d'Europe, ainsi qu'en 2016 à celui du Meilleur Sommelier du Monde.
En février 2018, il se qualifie pour représenter une nouvelle fois la France en finale du concours 2019 de Meilleur sommelier du monde. Il a en effet défendu quatre fois consécutives les couleurs tricolores dans cette compétition : en 2010 à Santiago (Chili), en 2013 à Tokyo (Japon), en 2016 à Mendoza (Argentine) et en 2019 à Anvers (Belgique). Lors de l'édition 2019, il parvient en demi-finale et se classe à la 12e place du concours. Il décide dans la foulée d'arrêter définitivement les concours de sommellerie afin de se consacrer à d'autres projets dans l'univers du vin ainsi qu'à sa famille,.

## Palmarès
Lors de ses participations aux concours de sommellerie nationaux et internationaux, David Biraud s'est constitué un brillant palmarès:
- 1994 : 2e place au concours du Meilleur élève sommelier de France (Trophée Chapoutier).
- 1998 : Meilleur jeune sommelier de France (Trophée Ruinart).
- 2002 : Meilleur sommelier de France.
- 2004 : Meilleur ouvrier de France en Sommellerie.
- 2010 : Finaliste du concours du Meilleur Sommelier du Monde où il se classe 3e.
- 2010 : Finaliste du concours du Meilleur Sommelier d'Europe où il se classe 2e.
- 2013 : Demi-finaliste du concours du Meilleur Sommelier du Monde.
- 2013 : Finaliste du concours du Meilleur Sommelier d'Europe où il se classe 2e.
- 2016 : Finaliste du concours du Meilleur Sommelier du Monde où il se classe 2e.
- 2017 : Finaliste du concours du Meilleur Sommelier d'Europe où il se classe 3e.
- 2019 : Demi-finaliste (12e) du concours du Meilleur Sommelier du Monde.

## Publication
- 2002 : Café. Accords Gourmands avec Stéphane Sterne, Roseline Desgroux, Vincent Pateux - Agnès Vienot Editions  (ISBN 2-914645-18-X).

### Presse
- « David Biraud : "La sommellerie, un métier de plus en plus international" », sur Le Figaro, 19 octobre 2013.
- « David Biraud : "Cette deuxième place, un sentiment de revanche" », sur Le Figaro, 12 octobre 2013.
- Hélène Binet, « David Biraud constate que la clientèle est de plus en plus attentive à la dépense », L'Hôtellerie-Restauration, no 3224,‎ 10 février 2011, p. 41 (ISSN 1151-2601, lire en ligne [PDF]).
- « David Biraud, vice-champion du monde », Roche Plus, no 4,‎ octobre 2016, p. 35 (lire en ligne [PDF]).

### Vidéos
- Antoine Gerbelle et Ophélie Neiman, « Meilleur sommelier du Monde, David Biraud dans les starting-block » [vidéo], sur Tellement soif, 9 mars 2019.
- « Sommelier, l'alchimiste des accords - Mandarin Oriental Restaurant sur mesure Thierry Marx » [vidéo], sur AfpaWebTv (Youtube.com), 8 décembre 2017.
- « David Biraud, mars 2019 ; l'heure de la consécration ? Version longue » [vidéo], sur Somm TV (Youtube.com), 28 février 2019.
- « Meilleur sommelier du monde : M6 dans les pas de David Biraud » [vidéo], 8 mai 2016.
- « Masterclass Sommellerie à l'école Le Cordon Bleu Paris avec David Biraud, chef sommelier du Mandarin Oriental Paris » [vidéo], sur Le Cordon Bleu, mai 2018.